# Acmaeodera diffusa
Acmaeodera diffusa är en skalbaggsart som beskrevs av Barr 1969. Acmaeodera diffusa ingår i släktet Acmaeodera och familjen praktbaggar. Inga underarter finns listade i Catalogue of Life.